# Книга о жестокости женщин
«Книга о жестокости женщин» — студийный альбом группы «Рада и Терновник», изданный в 2001 году. В альбоме используются нестандартные инструменты, в том числе индийская гармоника, цимбалы, фисгармония. В двух композициях на фортепиано и гармонике играет барабанщик группы «Гражданская оборона» Александр Андрюшкин.

## Список композиций
Все песни написаны Радой Анчевской.
| №   | Название                    | Длительность |
| --- | --------------------------- | ------------ |
| 1.  | «Небесный город»            | 2:02         |
| 2.  | «Когда будет тепло»         | 3:37         |
| 3.  | «Игрушечные сны»            | 7:17         |
| 4.  | «По костям ходили»          | 5:36         |
| 5.  | «Потемнело»                 | 3:58         |
| 6.  | «И вонзается в землю копьё» | 3:58         |
| 7.  | «Липкие пальцы»             | 8:03         |
| 8.  | «John Song»                 | 2:55         |
| 9.  | «И время выжженное вслух»   | 2:25         |
| 10. | «Что там за воротами»       | 14:49        |
| 11. | «Waltz»                     | 2:03         |

## Участники записи
- Рада Анчевская — вокал
- Владимир Анчевский — гитара, клавишные (10)
- Гена Лаврентьев — скрипка, вокал, цимбалы, гармоника, табла, фисгармония (6)
- Андрей Панкратов — барабаны (4, 5)
- Александр Андрюшкин — фортепиано (9, 11), гармоника (11)
- Миша Трофименко — мандолина (1)
- Джон Кукарямба — перкуссия (4), губная гармоника (5), диджериду (5), вокал (8)
- Мила Кикина — бэк-вокал (4)
- Кирилл Паренчукки — табла (8)
- Борис Лабковский — бас-гитара (10)